# Adam Wiercioch
Adam Wiercioch (n. 1 noiembrie 1980, Gliwice, Polonia) este un scrimer polonez, medaliat olimpic. A participat la o ediție a Jocurilor Olimpice (2008) în care a câștigat o medalie de argint.

## Participări
Lista de mai jos prezintă principalele competiții la care a participat Adam Wiercioch de-a lungul carierei.
- Spadă masculin pe echipe la Jocurile Olimpice de vară din 2008